# Abbaye Sainte-Marie de Villelongue
L'abbaye Sainte-Marie de Villelongue ou abbaye de Villelongue est une abbaye cistercienne en ruine située sur la commune de Saint-Martin-le-Vieil dans le département de l'Aude en Languedoc-Roussillon. L'abbaye est située entre Castelnaudary et Carcassonne. L'abbaye est un domaine privé qui est classée aux monuments historiques depuis 1916. L'abbaye est caractérisée par ses sculptures belles et riches.

## Historique

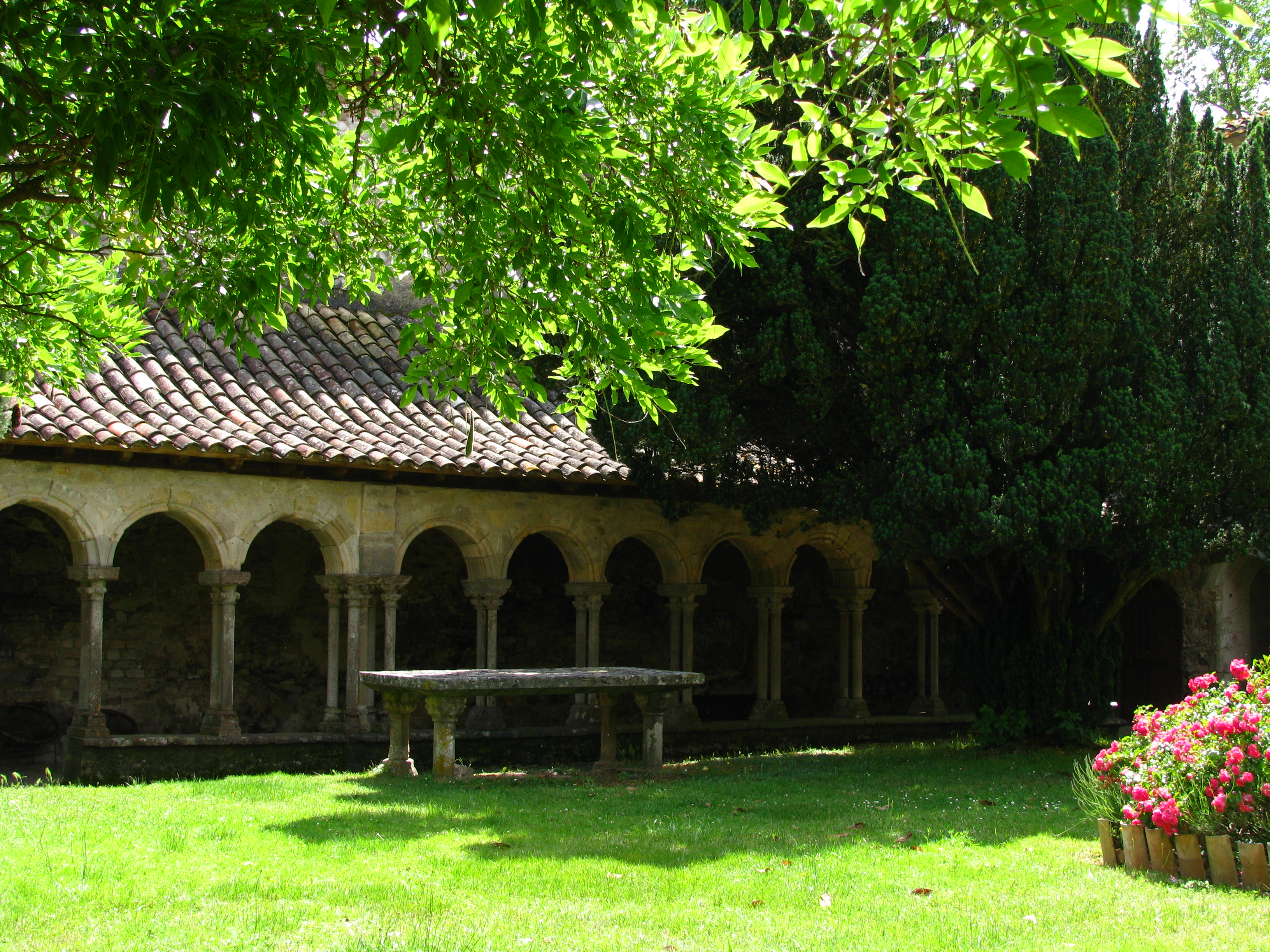
Le cloître de l'abbaye de Villelongue dans l'Aude.

Entre 1145 et 1149, un moine de l'abbaye de Morimond, Guillaume, originaire de Bonnefont en Comminges, s'est installé sur la Montagne Noire, dans un lieu appelé Compania (actuellement ferme de Compagne), entre les rivières du Sor et de Lampy, pour y fonder un monastère.
Les premières donations datent de 1149 :
- trois donations sont faites, le 16 mai 1149, à Guillaume de Compania, par le seigneur de Saissac et des seigneurs voisins, de tous les biens qu'ils possèdent sur le site de Compania,
- deux nouvelles donations de dîmes et de terres sont faites les jours suivants.

Le terrain donné se trouve entre les rivières Sor et Lampy, la chemin public de Bruniquel (actuel le Conquet) et le bois de Compania.
Après 1150, Guillaume de Compania qui a posé la première pierre de l'abbaye est remplacé par un moine envoyé par l'abbaye de Bonnefont, Arnaud, prieur de Bonnefont est nommé prieur de Compania. En 1151, le prieuré est érigé en abbaye et Arnaud Ier en devient le premier abbé. En 1152, il obtient de Bernard de Castillon et de son fils des champs entre Saint-Martin-le-Vieil et Montolieu, la métairie Saint-Jean de Villelongue, dans la basse vallée de la Bernassonne. Ce site, d'abord une simple obédience, va rapidement prospérer. Arnaud I apparaît dans les actes de donation ou de vente jusqu'en 1159.
L'abbé suivant, Guillaume Ier Arnaud, apparaît dans actes en 1165. Il est appelé abbé de Compania et abbé de Saint-Jean de Villelongue. L'abbé suivant, Pierre Ier, a pris la direction des deux abbayes en 1171 jusqu'en 1177. Après cette date, l'abbaye de Compania n'est plus citée. Il n'y aura plus que des abbés de Villelongue. L'abandon de l'abbaye de Compania s'est fait progressivement puis son territoire ne sera plus qu'une des fermes dépendant de l'abbaye de Villelongue. Le 11 juillet 1174, Isarn de Castillon donne à Sainte-Marie de Compania et Saint-Jean de Villelongue pour deux cents sous Melgueil ses droits sur Villelongue.
Guillaume II Raimond est abbé de Villelongue en 1177. Il reçoit un don de Raimonde, fille d'Engilbert de Villelongue. En 1178, il y a une dispute concernant les limites des terres de l'abbaye. En 1180, Othon, évêque de Carcassonne, lui donne l'église Saint-Jean-et-Sainte-Marie de Villelongue, exempte de toutes redevances. Vers 1190, il gère les domaines de l'abbaye de Rieunette. Il apparaît encore en 1196 et 1202. À cette date, il construit le monastère. Il reçoit Pech-Audebert.

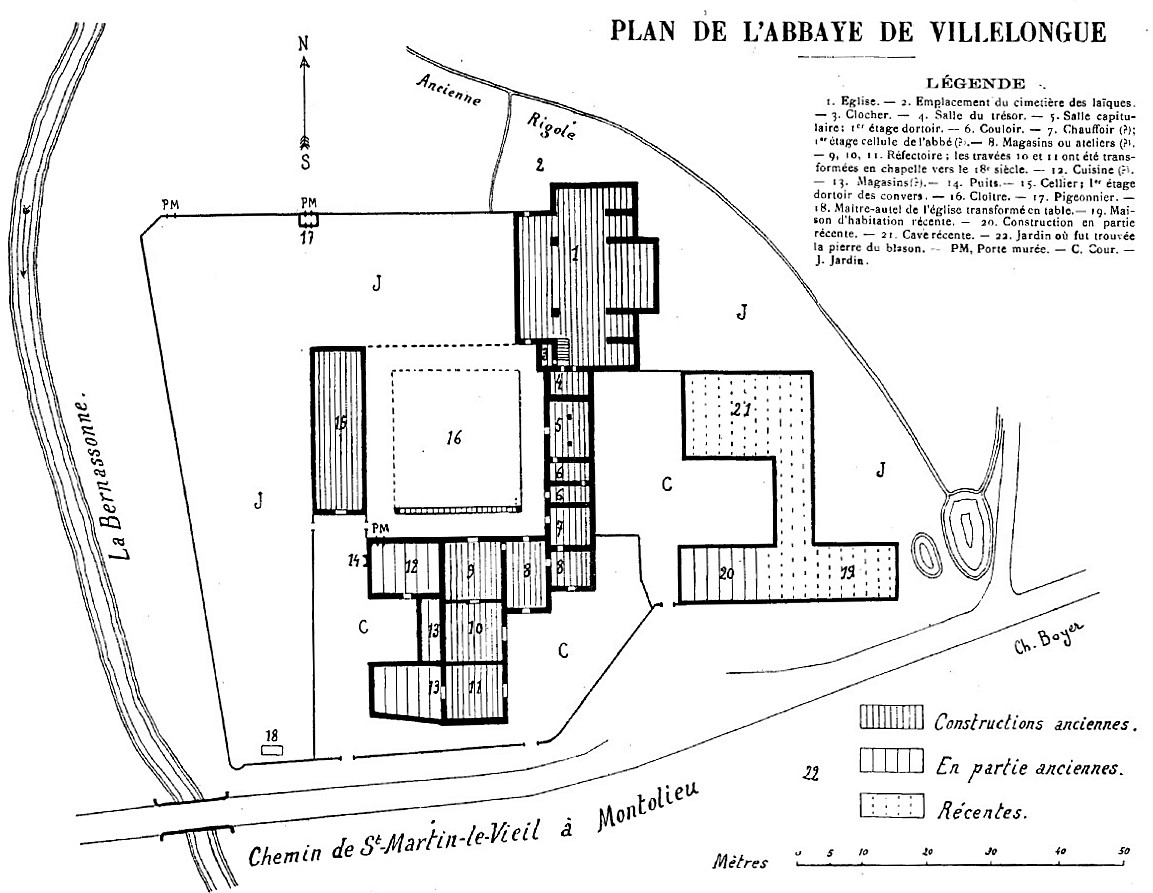
Plan de l'abbaye de Villelongue
Bulletin de la Société d'études scientifiques de l'Aude (1928).

Arnaud II est cité dans une charte de 1205. En 1208, il reçoit le château de Saint-Martin-le-Vieil qui lui est donné définitivement par Simon de Montfort en janvier 1212. En 1220, l'ancien évêque de Carcassonne, Bernard-Raimond de Roquefort, lui cède la moitié des dîmes de Saint-Martin pour subvenir « pour la construction de l'église de ce lieu » et des bâtiments claustraux. Cette donation est confirmée par le chapitre de la cathédrale Saint-Nazaire et par une bulle du pape Clément IV.
Pierre II a acquis en 1220 Carlipa de Pierre Sanglier, avec l'accord d'Amauri de Montfort.
La puissance de l'abbaye apparaît au début du XIIIe siècle grâce à  Simon de Montfort. Ce dernier récompensa les moines de Villelongue pour leur prise de position contre les cathares. La reconstruction de l'église d'esprit cistercien commence au milieu du XIIIe siècle et s'échelonne jusqu'au début du XIVe siècle. L'église a bénéficié de plusieurs extensions et surélévations. Les épidémies de peste du XIVe siècle ont entraîné son déclin. Les plus anciens bâtiments claustraux datent de la fin du XIIe siècle et les plus récents, la galerie sud du cloître qui subsiste, du début du XIVe siècle dont les sculptures peuvent être rapprochées de celles du cloître de l'abbaye de Saint-Papoul. La voûte de la salle des moines date du XVIIe siècle.
L'abbaye est pillée en 1568 par les protestants mais n'est pas détruite. Le domaine de l'abbaye est mal géré.
Le 30 juillet 1781, le parlement de Toulouse autorise les créanciers de l'abbaye à saisir et vendre une partie de sa dotation. L'église a perdu une partie de sa nef. Plusieurs corps de bâtiments ont été transformés en locaux agricoles. L'abbaye possède encore un patrimoine important avec trois domaines totalisant 1 000 hectares situés à Compagne, Auriol et Villelongue. Un tiers est loué à des fermiers, le reste est laissé en friches.
À la Révolution, l'abbaye ne compte plus que deux moines, elle est saisie par les révolutionnaires, mais l'abbaye n'est pas complètement saccagée et la plupart des sculptures restent intactes.
Elle fut vendue comme bien national à un riche médecin de Saissac, Guillaume Boussac, qui la transforma en exploitation agricole en 1791. Le domaine est alors partagé en deux parties: d'un côté les ruines de l'abbaye, de l'autre un groupe d'habitations, sans doute l'ancien logis abbatial. Les deux parties ne furent jamais réunies et appartiennent à des propriétaires différents. C'est en 1916 que les propriétaires prennent conscience de l'importance culturelle de l'abbaye de Villelongue et décident d'y faire des travaux. Le service des Monuments historiques entreprent des travaux de consolidation de l'église de 1952 à 1955.
Aujourd'hui le site est divisé en deux parties : l'abbaye ouverte à la visite, et un ensemble d'habitations qui se trouve à l'emplacement du logis abbatial transformé au XIXe siècle.
L'abbaye est classée au titre des monuments historiques en 1916.

## Architecture

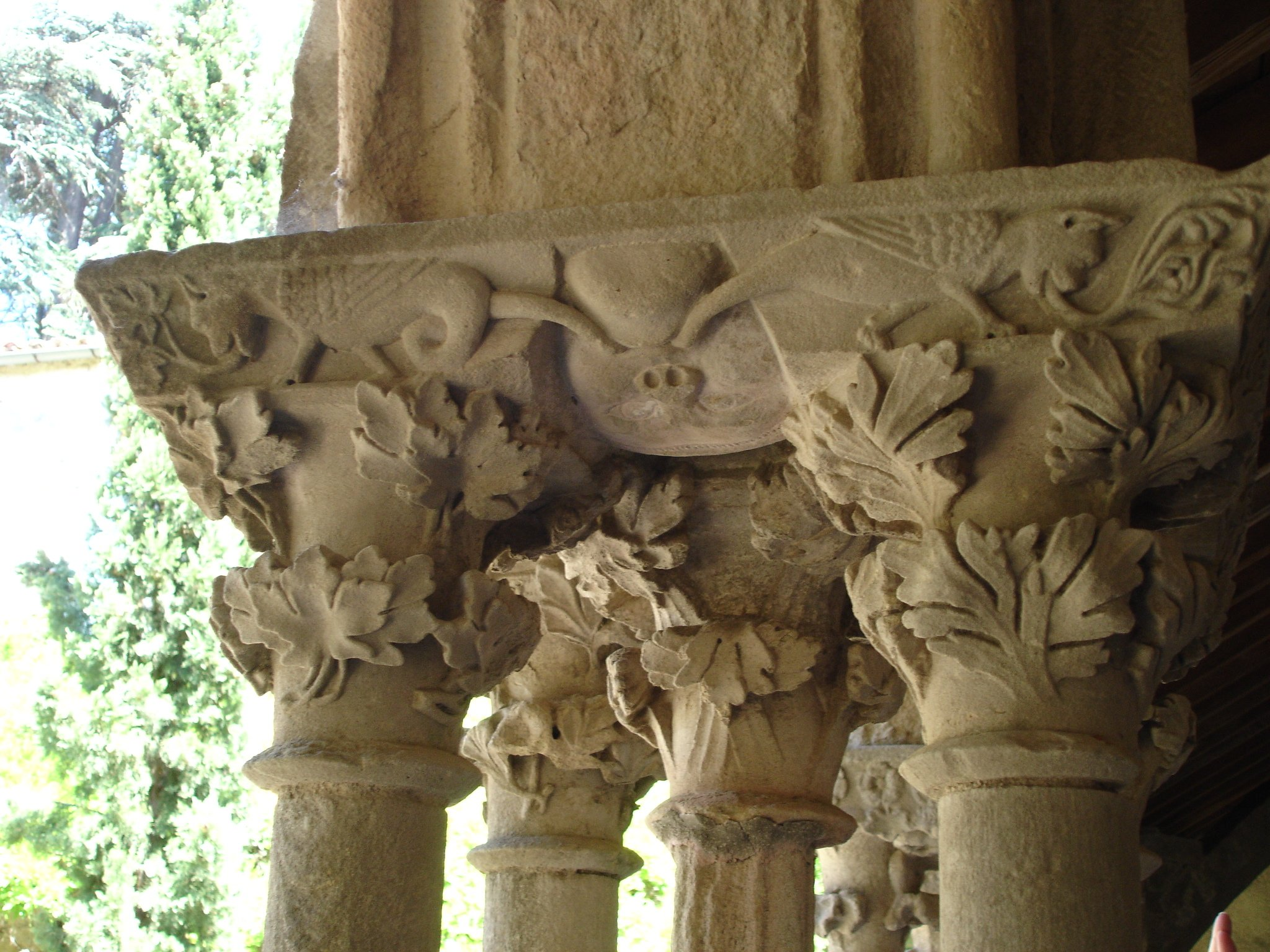
Détail d'un chapiteau du cloître.

### Sculptures
Le cloître possède des chapiteaux ornés de sculptures typiques de ce que l'on appelle le gothique méridional languedocien qui date des XIIIe siècle et XIVe siècle. Mais le plus important provient des chapiteaux eux-mêmes : en effet, on peut y voir des sculptures à formes humaines ou animales, ce qui, selon la règle de saint Benoît, était formellement interdit afin de ne pas troubler les moines dans leurs prières. On peut également voir une tête de diable dans un des coins du cloître, et une autre au-dessus de l'escalier menant au clocher.

## Abbés
- Guillaume de Compania, moine de Bonnefont, envoyé pour fonder le monastère, entre 1145 et 1150. Il a obtenu les premières donations pour fonder l'abbaye Sainte-Marie de Compania mais n'a pas été abbé.

1. Arnaud Ier, en 1151
2. Guillaume Ier Arnaud, en 1165,
3. Pierre Ier, en 1171,
4. Guillaume II Raimond, en 1177,
5. Arnaud II, en 1205,
6. Pierre II, en 1220,
7. Pons, en 1224,
8. Ainard, en 1235,
9. Vidal, en 1256,
10. Guillaume III Pierre, en 1267,
11. Auger, en 1279,
12. Adémar, en 1287,
13. Raimond, en 1291,
14. Perpinian, en 1299,
15. Pierre III Gras, en 1314,
16. Jean Ier Ainard, en 1318,
17. Raimond II d'Aure, en 1325. Il est encore cité en 1338,
18. Roger d'Aure, en 1332 et 1337,
19. Bernard, il réforme l'abbaye de Rieunette en 1346. Il vit encore en 1352,
20. Jean II, il reçoit un hommage pour Saint-Martin-le-Vieil en 1367,
21. Pierre IV d'André, encore vivant en 1379,
22. Jacques Ier de La Jugie, nommé par Urbain VI en 1380/1381. Il vivait encore en 1410,
23. Pierre V, cité en 1428 et 1429,
24. Jean III Martin, cité en 1431,
25. Pierre VI, 1432-1438,
26. Jean IV Garsias, reçoit un hommage en 1453, prête hommage au roi en 1454,
27. Jean V de Vendogne, 1475. Il abdiqué avant sa mort survenue en 1508,
28. Antoine Vacquier, dernier abbé régulier, 1488-1528,
29. Pierre VII de Puimisson, aumônier de la reine, abbé commendataire, 1528-1554,
30. N. de Porto Carrero, cardinal espagnol
31. Jacques II de La Jugie, en 1585, inhumé dans l'église en 1614. Il a reconstruit le logis abbatial ruiné par les guerres de religion.
32. N. de Montesquieu Coustaussan,
33. N. Pavie de Fourquevaux,
34. N. de Montesquieu Coustaussan, 1634,
35. Henri de Marcassus, 1650,
36. Jean VI de Saint-Jean de Voisins Moussoulens, mis en possession par un arrêt du 26 août 1653. Il possède l'abbaye de Villelongue et Montolieu jusqu'en 1680.
37. Joseph Vitalis de Roux de Montbel, prend possession de l'abbaye en 1683,
38. Urbain de Noé, abbé le 17 octobre 1723. Il a échangé l'abbaye contre le prieuré Saint-Maurice de Silvanecte en 1733.
39. Jules François de Novy, nommé par le roi le 12 mars 1733, originaire de Nîmes, il était abbé de Villelongue lorsqu'il obtint ses bulles du Pape Clément XII, le 7 des Calendes de juin 1736 pour être abbé de l'Abbaye Notre-Dame de Valsaintes. Il en a pris possession par procureur le 4 octobre suivant[6]

De petites différences existent entre la liste donnée par Alphonse Mahul et celle se trouvant dans Histoire générale de Languedoc, mais Alphonse Mahul fait remarquer que ces différences sont peut-être dues à des erreurs de dates.